# Mistrzostwa Świata w Narciarstwie Alpejskim 1991
31. Mistrzostwa świata w narciarstwie alpejskim odbywały się od 22 stycznia do 3 lutego 1991 w Saalbach-Hinterglemm (Austria). Były to siódme mistrzostwa świata w historii rozgrywane w Austrii, ale pierwsze odbywające się w tej miejscowości (poprzednio Austria organizowała MŚ w latach: 1933, 1936, 1958, 1964, 1976 i  1982). W klasyfikacji medalowej najlepsza okazała się reprezentacja gospodarzy, której zawodnicy zdobyli łącznie jedenaście medali, w tym pięć złotych, trzy srebrne i trzy brązowe. 

## Wyniki

### Mężczyźni
| Konkurencja             | Data        | Złoto              | Czas    | Srebro               | Czas    | Brąz                  | Czas    |
| Slalom szczegóły        | 22 stycznia | Marc Girardelli    | 1:55,38 | Thomas Stangassinger | 1:55,96 | Ole Kristian Furuseth | 1:56,00 |
| Supergigant szczegóły   | 23 stycznia | Stephan Eberharter | 1:26,73 | Kjetil André Aamodt  | 1:28,27 | Franck Piccard        | 1:28,55 |
| Zjazd szczegóły         | 27 stycznia | Franz Heinzer      | 1:54,91 | Peter Runggaldier    | 1:55,16 | Daniel Mahrer         | 1:55,57 |
| Kombinacja szczegóły    | 30 stycznia | Stephan Eberharter | 16,28   | Kristian Ghedina     | 26,41   | Günther Mader         | 27,54   |
| Slalom gigant szczegóły | 3 lutego    | Rudolf Nierlich    | 2:29,94 | Urs Kälin            | 2:30,29 | Johan Wallner         | 2:30,73 |

### Kobiety
| Konkurencja             | Data        | Złoto              | Czas    | Srebro           | Czas    | Brąz                 | Czas    |
| Zjazd szczegóły         | 26 stycznia | Petra Kronberger   | 1:29,12 | Nathalie Bouvier | 1:29,56 | Swietłana Gładyszewa | 1:29,63 |
| Supergigant szczegóły   | 29 stycznia | Ulrike Maier       | 1:08,72 | Carole Merle     | 1:08,83 | Anita Wachter        | 1:08,85 |
| Kombinacja szczegóły    | 31 stycznia | Chantal Bournissen | 26,45   | Ingrid Stöckl    | 33,76   | Vreni Schneider      | 42,13   |
| Slalom szczegóły        | 1 lutego    | Vreni Schneider    | 1:25,90 | Nataša Bokal     | 1:26,06 | Ingrid Salvenmoser   | 1:26,56 |
| Slalom gigant szczegóły | 2 lutego    | Pernilla Wiberg    | 2:07,45 | Ulrike Maier     | 2:07,61 | Traudl Hächer        | 2:08,03 |

## Tabela medalowa
| Lp. | Państwo           | złoto | srebro | brąz | razem |
| --- | ----------------- | ----- | ------ | ---- | ----- |
| 1   | Austria           | 5     | 3      | 3    | 11    |
| 2.  | Szwajcaria        | 3     | 1      | 2    | 6     |
| 3.  | Szwecja           | 1     | 0      | 1    | 2     |
| 4.  | Luksemburg        | 1     | 0      | 0    | 1     |
| 5.  | Francja           | 0     | 2      | 1    | 3     |
| 6.  | Włochy            | 0     | 2      | 0    | 2     |
| 7.  | Norwegia          | 0     | 1      | 1    | 2     |
| 8.  | Jugosławia        | 0     | 1      | 0    | 1     |
| 9.  | Niemcy            | 0     | 0      | 1    | 1     |
| 9.  | Związek Radziecki | 0     | 0      | 1    | 1     |